# Fancy Pants Adventures
Fancy Pants Adventures é uma série de jogos side-scrolling em Adobe Flash criado por Brad Borne.
Cada jogo da série é dividido em Worlds (Mundos) sendo que até agora 3 deles foram liberados. O World 1 foi liberado em 14 de março de 2006, o World 2 em 9 de Janeiro de 2008 e o World 3 em 4 de abril de 2012.
A versão do console desenvolvido por Borne e ao longo dos Top Games sendo lançado pela EA 2D para PlayStation Network e Xbox Live Arcade em 19 de abril e 20 de abril de 2011, respectivamente. Uma versão IOS desenvolvido pela Chillingo foi lançado na App Apple Store em 4 de março de 2012  e depois, foi lançado na Play Store em 2017

## Jogabilidade
Fancy Pants Adventures apresenta o Fancy Pants Man como o personagem jogável da série. Ele é uma figura stick bidimensional com cabelo espetado e agitado, vestindo apenas um par de calças de formato triangular. A cor das calças originais é laranja. sendo que o próprio jogador pode alterar as cores da calça.
Fancy Pants mora numa casa em Squiggleville, uma pequena cidade do interior administrada pelo Prefeito (introduzido pela primeira vez no World 2). Os jogadores devem guiar o Fancy Pants através de níveis abertos que apresentam obstáculos a superar e inimigos para evitar ou derrotar. Esses inimigos incluem aranhas, caracóis e ratos armados com pistolas. Os inimigos podem ser derrotados esmagados pelo Fancy Pants através de pulos deixando-os tontos no chão permitindo chutá-los quando estão nesse modo. Quando um caracol é esmagado, ele se retrai em seu casco, permitindo o Fancy Pants usá-lo como arma contra os outros inimigos o chutando contra eles sem contar que também é possível ganhar um combo, mantendo a concha de caracol no ar.
Ao longo do caminho Fancy Pants vai atravessando os diferentes níveis, coletando diversos "rabiscos" que flutuam no ar. Eles têm duas funções importantes: primeiro que eles recargam os pontos de vida do Fancy Pants em 5% quando ele estiver ferido, e também porque dão ao jogador uma vida extra para cada cem coletados. Nesse ponto os "rabiscos" fazem uma referências com as "moedas", do Mario da série de jogos da Nintendo. Outra referência possível com a franquia do Mario vem sob a forma de uma caixa que pode ser saltado em de baixo para libertar rabiscos vários (exceto no World 3), como as caixas de moedas em muitos jogos do Mario. Em ambos os mundos de Fancy Pants Adventures 1 e 2 existem diferentes tipos de troféus pequenos que podem ser coletados durante o jogo.
No final de cada jogo existe um chefão. No World 1 o chefe é um pinguim estressado, que tenta matar o Fancy Pants por ele ter sem querer caído em cima dele enquanto ele dormia. 
No World 1 a história é meio sem rumo, enquanto que o World 2 possui um trama mais significativo. No World 2  um coelho rouba o sorvete do Fancy Pants dado a ele de presente do Prefeito. Deste modo o jogador deverá percorrer por sua toca até recuperar o sorvete do coelho.
No World 3, a irmã de Fancy Pants "Cutie Pants", é sequestrada por um bando de piratas por ela ter derrotado seu capitão, fazendo dela a nova capitã. Na primeira vez que ele se encontra com a irmã ela recusa em voltar querendo passar a ser a "Princesa Pirata". Enquanto que na segunda vez ela concorda em voltar para casa.
Os movimentos do Fancy Pants incluem em saltar pelas paredes, dar saltos, dar rasteiras e chutes contra os inimigos. No entanto no World 3 Fancy Pants ganha um Pencil Combat (um lápis enorme que pode ser usado como espada) aumentando a jogabilidade de ataque do jogo.
Outra coisa nova do World 3 é que cada fase apresenta um novo desafio do qual Fancy Pants tem que pegar vários rabiscos amarelos num certo tempo sem contar que as cores das calças podem ser destrancadas através de desafios nas fases atravessando portas azuis. 
Há como mudar a cor de suas calças no World 1 e 2 no menu tem uma porta cujo pode trocar a cor da calça e no World 3 há no modo pausado uma opção que muda a cor da calça

## Jogos

### World 1
O primeiro jogo da série criado por Brad Borne, e lançado em 14 de março de 2006. É um jogo de plataforma com troféus em forma de bonecos e diferentes cores das calças (vermelho, verde, azul e laranja).
A história do World 1 não tem uma história definida, pois nele Fancy Pants apenas percorre o mundo sem rumo até acidentalmente cair em cima de um pinguim raivoso enquanto ele dormia. A partir do World 2 o jogo passou a ganhar um trama mais definido.

### World 2
O segundo jogo da série também criado por Brad, sendo lançado em 9 de janeiro de 2008. É um jogo de plataforma com estradas mais inclinadas e curvadas e com novos truques incluídos. Ele tem mais níveis, troféus e cores do que a primeira parcela.
O jogo começa com o Fancy Pants rebatendo um casco de caracol com um lápis como se estivesse jogando golfe. Logo em seguida o prefeito de Squiggleville aparece dando um sorvete para ele até um coelho aparecer de um buraco de golfe e roubar seu sorvete. Fancy Pants o segue pelo buraco e após passar por todos os níveis finalmente o encontra e o derrota recuperando seu soverte.

### World 3
O terceiro jogo da série sendo lançado em 6 de abril de 2012. Há também um novo personagem neste jogo e novos inimigos. Nesta edição, a irmãzinha de Fancy Pants, Cutie Pants, ser sequestrada por piratas após ela derrotar o Capitão deles fazendo-a da nova capitã a "Princesa Pirata". Fancy Pants sai em busca da irmã e após atravessar todos os níveis a encontra querendo não voltar para casa, mas logo ela muda de ideia quando um novo capitão aparece e junto de seu irmão os dois voltam para casa.
Neste jogo Fancy Pants é capaz de nadar pelas águas, atravessar por diversos desafios seja coletando rabiscos amarelos ou atravessando portas azuis e ainda a capacidade de usar uma arma, o Pencil Combat como espada.